# 亚眠主教宫

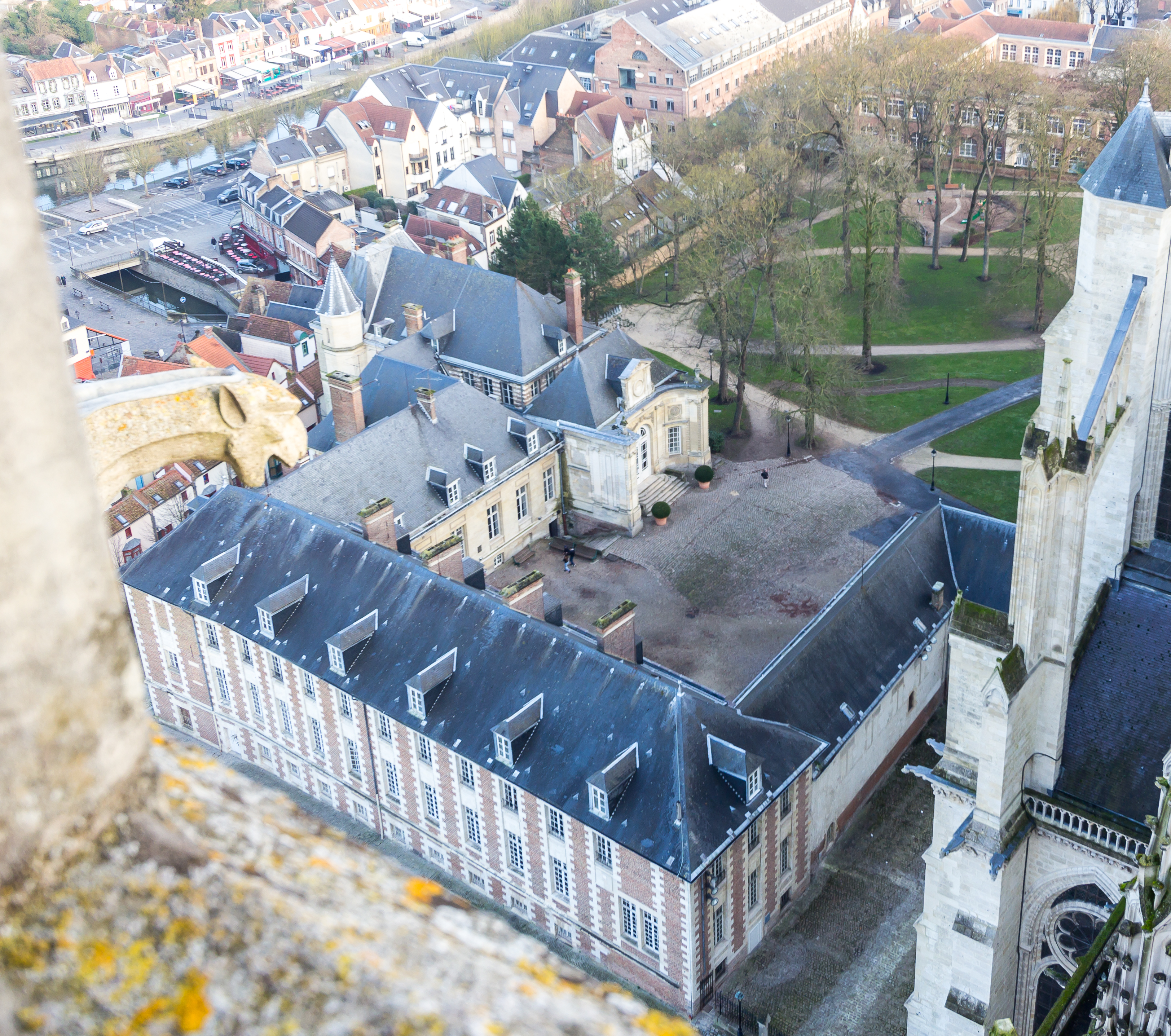

亚眠主教宫（Palais de l'évêché d'Amiens）位于法国北部城市亚眠的亚眠主教公园（Parc de l'Evéché d'Amiens）底部，靠近亚眠主教座堂，是从13世纪直到1906年的亚眠主教的府邸。
法国大革命期间，1791年，亚眠主教Louis-Charles de Machault d'Arnouville拒绝宣誓效忠1791年宪法，移居国外。
主教宫在1803年接待了拿破仑·波拿巴，又在1854年接待了拿破仑三世。
1906年1月17日，该建筑不再用作主教宫。
1945年，戴高乐访问亚眠。1946年，主教宫用作医学校和法律学校。
今天，主教宫建筑由亚眠皮卡第饮食集团使用。